# Canton de Montataire
Le canton de Montataire est une circonscription électorale française située dans le département de l'Oise et la région Hauts-de-France.

## Géographie
Ce canton est organisé autour de Montataire dans les arrondissements de Clermont et de Senlis. 

## Histoire
Le canton a été créé par décret du 13 juillet 1973 divisant le canton de Creil.
Par décret du 20 février 2014, le nombre de cantons du département est divisé par deux, avec mise en application aux élections départementales de mars 2015. Le canton de Montataire est conservé et s'agrandit. Il passe de 10 à 15 communes.

## Représentation

### Représentation avant 2015
| Période | Période | Identité         | Étiquette         | Qualité                                                                                               |
| ------- | ------- | ---------------- | ----------------- | --- |
| 1973    | 1976    | Fernand Fournier | Centriste (ex-PS) | Commerçant Maire de Montataire (1938 → 1945) Ancien conseiller général du Canton de Creil (1945-1973) |
| 1976    | 1994    | Maurice Bambier  | PCF               | Ouvrier, résistant, militant syndical Maire de Montataire (1983 → 1994)                               |
| 1994    | 2015    | Alain Blanchard  | PCF               | Agent EDF Maire de Saint-Leu-d'Esserent (2001 → 2008) Vice-Président du Conseil Général[Quand ?]      |

### Représentation à partir de 2015
| Période élective | Période élective | Mandat | Mandat           | Identité           | Nuance | Nuance | Qualité                                                                  |
| ---------------- | ---------------- | ------ | ---------------- | ------------------ | ------ | ------ | ------------------------------------------------------------------------ |
| 2015             | 2021             | 2015   | 2017 (démission) | Alain Blanchard    |        | PCF    | Ancien technicien EDF Maire de Saint-Leu-d'Esserent (2001 → 2008)        |
| 2015             | 2021             | 2015   | 2021             | Catherine Dailly   |        | PCF    | Militante associative Conseillère municipale de Montataire               |
| 2015             | 2021             | 2017   | 2021             | Jean-Pierre Bosino |        | PCF    | Ouvrier, Maire de Montataire (1994 → ), Sénateur de l'Oise (2014 → 2017) |
| 2021             | 2028             | 2021   | en cours         | Jean-Pierre Bosino |        | PCF    | Conseiller sortant                                                       |
| 2021             | 2028             | 2021   | en cours         | Catherine Dailly   |        | PCF    | Conseillère sortante                                                     |

### Résultats détaillés

#### Élections de mars 2015
À l'issue du 1er tour des élections départementales de 2015, deux binômes sont en ballottage : Denise Claustre et Stéphane Ricard (FN, 37,13 %) et Alain Blanchard et Catherine Dailly (PCF, 22,72 %). Le taux de participation est de 47,75 % (10 991 votants sur 23 018 inscrits) contre 51,32 % au niveau départemental et 50,17 % au niveau national.
Au second tour, Alain Blanchard et Catherine Dailly (PCF) sont élus avec 53,03 % des suffrages exprimés et un taux de participation de 50,56 % (5 679 voix pour 11 638 votants et 23 018 inscrits).
En octobre 2017, Jean-Pierre Bosino succède à Alain Blanchard sur le canton de Montataire.

#### Élections de juin 2021
Le premier tour des élections départementales de 2021 est marqué par un très faible taux de participation (33,26 % au niveau national). Dans le canton de Montataire, ce taux de participation est de 28,38 % (6 615 votants sur 23 308 inscrits) contre 32,46 % au niveau départemental. À l'issue de ce premier tour, deux binômes sont en ballottage : Jean-Pierre Bosino et Catherine Dailly (PCF, 31,7 %) et Gregory Fiquet et Emeline Gary (RN, 29,44 %).
Le second tour des élections est marqué une nouvelle fois par une abstention massive équivalente au premier tour. Les taux de participation sont de 34,36 % au niveau national, 32,8 % dans le département et 28,94 % dans le canton de Montataire. Jean-Pierre Bosino et Catherine Dailly (PCF) sont élus avec 56,47 % des suffrages exprimés (3 444 voix pour 6 747 votants et 23 312 inscrits),,. 

## Composition

### Composition avant 2015

Situation du canton de Montataire dans le département de l'Oise avant 2015.

Le canton de Montataire regroupait 10 communes.
| Nom                    | Code Insee | Intercommunalité  | Superficie (km2) | Population (dernière pop. légale) | Densité (hab./km2) |
| ---------------------- | ---------- | ----------------- | ---------------- | --------------------------------- | ------------------ |
| Montataire (chef-lieu) | 60414      | CA Creil Sud Oise | 10,66            | 13 139 (2014)                     | 1 233              |
| Blaincourt-lès-Précy   | 60074      | CC Thelloise      | 8,13             | 1 198 (2014)                      | 147                |
| Cramoisy               | 60173      | CA Creil Sud Oise | 6,30             | 743 (2014)                        | 118                |
| Maysel                 | 60391      | CA Creil Sud Oise | 3,71             | 245 (2014)                        | 66                 |
| Mello                  | 60393      | CC Thelloise      | 3,35             | 646 (2014)                        | 193                |
| Précy-sur-Oise         | 60513      | CC Thelloise      | 9,65             | 3 217 (2014)                      | 333                |
| Saint-Leu-d'Esserent   | 60584      | CA Creil Sud Oise | 13,08            | 4 643 (2014)                      | 355                |
| Saint-Vaast-lès-Mello  | 60601      | CA Creil Sud Oise | 7,97             | 1 117 (2014)                      | 140                |
| Thiverny               | 60635      | CA Creil Sud Oise | 2,06             | 1 062 (2014)                      | 516                |
| Villers-sous-Saint-Leu | 60686      | CC Thelloise      | 4,37             | 2 339 (2014)                      | 535                |

### Composition à partir de 2015
Le canton de Montataire comprend désormais 15 communes.
| Nom                                | Code Insee | Intercommunalité  | Superficie (km2) | Population (dernière pop. légale) | Densité (hab./km2) | Modifier                                    |
| ---------------------------------- | ---------- | ----------------- | ---------------- | --------------------------------- | ------------------ | ------------------------------------------- |
| Montataire (bureau centralisateur) | 60414      | CA Creil Sud Oise | 10,66            | 13 944 (2022)                     | 1 308              | modifier les données · modifier les données |
| Balagny-sur-Thérain                | 60044      | CC Thelloise      | 6,80             | 1 639 (2022)                      | 241                | modifier les données · modifier les données |
| Blaincourt-lès-Précy               | 60074      | CC Thelloise      | 8,13             | 1 187 (2022)                      | 146                | modifier les données · modifier les données |
| Cires-lès-Mello                    | 60155      | CC Thelloise      | 16,73            | 3 997 (2022)                      | 239                | modifier les données · modifier les données |
| Cramoisy                           | 60173      | CA Creil Sud Oise | 6,30             | 804 (2022)                        | 128                | modifier les données · modifier les données |
| Foulangues                         | 60249      | CC Thelloise      | 5,13             | 193 (2022)                        | 38                 | modifier les données · modifier les données |
| Maysel                             | 60391      | CA Creil Sud Oise | 3,71             | 214 (2022)                        | 58                 | modifier les données · modifier les données |
| Mello                              | 60393      | CC Thelloise      | 3,35             | 601 (2022)                        | 179                | modifier les données · modifier les données |
| Précy-sur-Oise                     | 60513      | CC Thelloise      | 9,65             | 3 331 (2022)                      | 345                | modifier les données · modifier les données |
| Rousseloy                          | 60551      | CA Creil Sud Oise | 3,90             | 283 (2022)                        | 73                 | modifier les données · modifier les données |
| Saint-Leu-d'Esserent               | 60584      | CA Creil Sud Oise | 13,08            | 4 576 (2022)                      | 350                | modifier les données · modifier les données |
| Saint-Vaast-lès-Mello              | 60601      | CA Creil Sud Oise | 7,97             | 1 009 (2022)                      | 127                | modifier les données · modifier les données |
| Thiverny                           | 60635      | CA Creil Sud Oise | 2,06             | 1 061 (2022)                      | 515                | modifier les données · modifier les données |
| Ully-Saint-Georges                 | 60651      | CC Thelloise      | 18,71            | 1 920 (2022)                      | 103                | modifier les données · modifier les données |
| Villers-sous-Saint-Leu             | 60686      | CC Thelloise      | 4,37             | 2 301 (2022)                      | 527                | modifier les données · modifier les données |
| Canton de Montataire               | 6013       |                   | 120,55           | 37 060 (2022)                     | 307                | modifier les données                        |

## Démographie

### Démographie avant 2015
| 1975   | 1982   | 1990   | 1999   | 2006   | 2011   | 2012   |
| ------ | ------ | ------ | ------ | ------ | ------ | ------ |
| 24 965 | 26 033 | 26 589 | 26 376 | 26 704 | 27 708 | 27 738 |

### Démographie depuis 2015
En 2022, le canton comptait 37 060 habitants, en évolution de +1,04 % par rapport à 2016 (Oise : +0,87 %, France hors Mayotte : +2,11 %).
| 2013   | 2018   | 2022   |
| ------ | ------ | ------ |
| 35 726 | 36 734 | 37 060 |